# Aloha, Bobby and Rose
Aloha, Bobby and Rose é um filme norte-americano dos gêneros drama e estrada dirigido por Floyd Mutrux, estrelando Paul Le Mat e Dianne Hull.